# Barbo (araldica)
In araldica il barbo (detto anche barbio, in natura può corrispondere al barbo italico) è uno dei pesci più utilizzati, spesso negli stemmi delle famiglie le cui proprietà erano su rive fluviali.

## Posizione araldica ordinaria
Due barbi sono posti salienti e contrapposti, con un filetto in bocca.

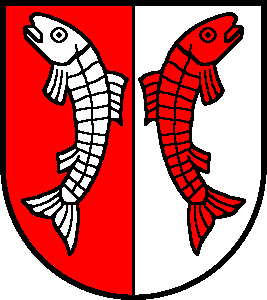
due barbi dell'uno nell'altro
due barbi addossati d'oro
Stemma di Bard nella Valle d'Aosta